# Marc Raibert
Marc Raibert (né le 22 décembre 1949) est un ancien professeur à la Carnegie Mellon University et au MIT. Il a fondé le CMU Leg Lab en 1980, l'a transféré au MIT en 1986 et l'a dirigé jusqu'en 1995. Il a fondé Boston Dynamics, une société de simulation et de robotique en 1992. Raibert a mis au point les premiers robots à sauts auto-équilibrés, une avancée significative en robotique,. Raibert a obtenu un BSEE de l'université du Nord-Est en 1973 et un doctorat du MIT en 1977. Sa thèse s'intitule Contrôle moteur et apprentissage par le modèle d'espace d'état.
Le rêve de Raibert est que la robotique bipède et quadrupède dépasse les performances de la nature. Boston Dynamics a été acquis par Google en décembre 2013. À propos de cette acquisition, Raibert a déclaré qu'il était « enthousiasmé par Andy Rubin et par la capacité de Google à penser très très gros... avec les ressources nécessaires pour y arriver. » En mars 2016, Google a proposé Boston Dynamics à la vente. La société a été acquise par SoftBank en juin 2017.

## Présentations
Le 11 mai 2018, Marc Raibert a participé à la Session TechCrunch : Robotics 2018 où il a présenté le robot SpotMini que Boston Dynamics commencera à vendre en 2019.
En avril 2019, Raibert a pris la parole lors de la Session TechCrunch : Robotics 2019, où il a présenté les dernières utilisations du robot SpotMini :
- BigDog, un robot auto-équilibrant à quatre pieds de la taille d'un poney de Boston Dynamics
- La biographie de Raibert au MIT
- (en) Marc Raibert sur TED